# Océane Cassignol
Pour les articles homonymes, voir Cassignol.
Océane Cassignol, née le 26 mai 2000 à Béziers, est une nageuse française, pratiquant la nage en eau libre.

## Biographie
La Franco-Mauricienne Océane Cassignol est issue d'une famille de quatre enfants où le sport occupe une place importante, son père s'étant essayé à la pêche au gros, l'une de ses sœurs étant internationale à sept reprises de rugby à XV.
Elle pratique rapidement de nombreux sports, l'équitation, la natation dès l'âge de onze ans et l'athlétisme, sport où elle obtient des titres régionaux ou départementaux. Repérée par un adjoint de Philippe Lucas, elle rejoint à douze ans son groupe d'entraînement où elle côtoie alors Amaury Leveaux ou Federica Pellegrini.
En février 2015, en natation, elle devient championne de France minimes du cinq kilomètres indoor. Elle est sacrée championne d'Europe junior du cinq kilomètres dames en 2015 à Tenero-Contra en Suisse, devançant au sprint sa compatriote Lisa Pou,. Deux semaines plus tard, à Agen, elle remporte trois nouveaux titres de championne de France minime, sur 800 mètres, 1 500 mètres et 400 mètres. Plus tôt dans la saison, elle avait également remporté les titres du cinq kilomètres en salle et en eau libre.
Après une seizième place à Abu Dhabi lors d'une course de coupe du monde, elle  remporte l'Aquathlon de Vittel où elle s'impose face à Margo Garrabedian qui l'avait devancé lors de l'édition précédente.
Cinquième des championnats de France de Gravelines où le titre est remporté par Aurélie Muller, elle obtient sa qualification pour les mondiaux 2017 disputés sur le lac Balaton en Hongrie. Lors de ces championnats du monde, elle termine 22e du dix kilomètres, course remportée par Aurélie Muller, puis obtient la médaille d'or du cinq kilomètres par équipes, relais également composé de Logan Fontaine, Aurélie Muller et Marc-Antoine Olivier.
En avril 2023, Océane Cassignol est deuxième du 10 km de l'Open de Martinique derrière Lisa Pou, ce qui lui permet d'obtenir sa qualification sur la distance pour les championnats du monde de Fukuoka.

## Décoration
- Médaille de la jeunesse, des sports et de l'engagement associatif, argent (2025)[14].

## Palmarès en natation

### Championnats du monde
- Championnats du monde 2017 à Budapest (Hongrie) :
  -  Médaille d'or du 5 km par équipes en eau libre

### Championnats d'Europe
- Championnats d'Europe 2020 à Budapest (Hongrie) :
  -  Médaille de bronze du 5 km en eau libre

### Jeux mondiaux militaires
- Jeux mondiaux militaires 2019 à Wuhan (Chine) :
  -  Médaille d'or du 5 km en eau libre
  -  Médaille d'or du relais 5 km en eau libre
  -  Médaille d'or du 10 km en eau libre

### Championnats de France
Championnats de France
- Championnats de France 2019 à Rennes :
  -  Médaille de bronze du 800 m nage libre.

Championnats de France en eau libre
- Championnats de France 2016 à Montargis :
  -  Médaille d'argent du 5 km.
  -  Médaille d'argent du 10 km.
- Championnats de France 2017 à Gravelines :
  -  Médaille d'argent du 5 km.
  -  Médaille de bronze du 10 km.
- Championnats de France 2019 à Lissac-sur-Couze :
  -  Médaille d'or du relais 5 km.
  -  Médaille de bronze du 5 km.
- Championnats de France 2020 à Jablines :
  -  Médaille d'or du 5 km.
  -  Médaille d'or du 10 km.
  -  Médaille d'or du relais 5 km.

### Compétitions juniors
- Vice-championne du monde junior du 7,5km en eau libre à Hoorn aux Pays-Bas
- triple championne d’Europe junior 5km/7,5km/relais 5km